# Enrico d'Assia
Enrico d'Assia, in tedesco Heinrich Wilhelm Konstantin Victor Franz von Hessen-Kassel (Roma, 30 ottobre 1927 – Langen, 18 novembre 1999), fu principe d'Assia-Kassel, secondogenito del principe Filippo d'Assia, Langravio d'Assia, e della principessa Mafalda di Savoia, morta tragicamente nel campo di concentramento nazista di Buchenwald. Fu un artista: pittore, scenografo e costumista.

## Biografia
Nacque a Roma nel piccolo ma elegante casale romano, situato tra i Parioli e la villa Savoia, a cui i genitori dettero il nome di Villa Polissena, in memoria della principessa Polissena Cristina d'Assia-Rotenburg, seconda moglie di Carlo Emanuele III di Savoia. Secondo di quattro figli:
- Maurizio d'Assia (Racconigi, 6 agosto 1926 - Francoforte, 23 maggio 2013), il quale sposò nel 1964 la principessa tedesca Tatjana di Sayn-Wittgenstein-Berleburg, da cui divorziò nel 1974;
- Otto Adolf (Roma, 3 giugno 1937 - Hannover, 3 gennaio 1998), il quale sposò nel 1965 Angela von Doering, dalla quale divorziò nel 1969; seconde nozze nel 1988 con la cecoslovacca Elisabeth Bönker, da cui divorziò nel 1994;
- Elisabetta (Roma, 8 ottobre 1940), la quale sposò nel 1962 Friedrich Karl Graf von Oppersdorff (1925-1985).

Enrico, detto 'Dendy' ebbe un'infanzia felice fino all'età di 17 anni quando, all'indomani dell'armistizio firmato tra l'Italia e gli Alleati, dovendo la madre raggiungere il marito che, ad insaputa della famiglia si trovava prigioniero del Reich in Germania, inviso al regime per i suoi legami di parentela con la famiglia reale Savoia, fu costretta a lasciarlo insieme ai fratelli Otto ed Elisabetta in Vaticano, in custodia dell'allora Monsignor Montini (il futuro Papa Paolo VI). Il primogenito, Maurizio, era invece a Kassel, in Germania, arruolato a diciassette anni nella FLAK, ossia nella difesa contraerea della Wehrmacht. Enrico non avrebbe più rivisto la madre viva, destinata com'era ad essere arrestata presso l'ambasciata tedesca di Roma dove fu attirata con un pretesto, ad essere deportata a Berlino e poi a morire nel campo di concentramento nazista di Buchenwald.
A differenza dei fratelli scelse di vivere a Roma, e svolse per anni l'apprezzata attività di pittore (fu particolarmente vicino per un certo periodo a Giorgio De Chirico), scenografo e costumista, partecipando a svariati allestimenti di opere liriche, genere musicale e teatrale che aveva sin da piccolo imparato ad amare grazie agli stimoli che gli provenivano dalla madre, fervida appassionata di musica. In particolare Enrico d'Assia lavorò spesso presso il Teatro alla Scala di Milano, città dove fu sovente ospite a Villa Necchi Campiglio, nella quale era a lui riservata dai padroni di casa una camera degli ospiti denominata in suo onore “camera del principe”.

Tra i suoi lavori è rimasto memorabile un monumentale costume per la Turandot di Giacomo Puccini, per una rappresentazione del 1965 di cui firmò anche le scenografie (a proposito di quest'opera si può ricordare come la principessa Mafalda, madre di Enrico, abbia conosciuto personalmente Puccini, a Torre del lago, nel 1922 e che il maestro abbia avuto intenzione di dedicarle la Turandot, non facendo però in tempo perché morì lasciando l'opera incompiuta). 

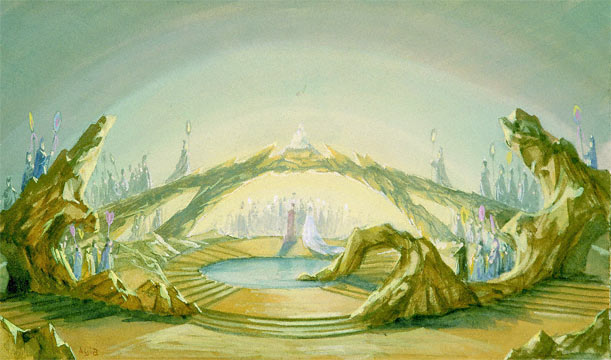
Enrico d'Assia. Bozzetto di scenografia per l'Opera lirica 'Turandot' di Giacomo Puccini - Gouache - 1965

 Suoi anche i figurini per l'Aida di Giuseppe Verdi del 1968 per la regia di Pierfrancesco Maestrini rappresentato al Teatro Comunale di Firenze. Lavorò anche per il mondo del balletto, in riferimento al quale si può ricordare 'Jeu de cartes' su coreografie di Enrique Martinez e musica di Igor Stravinskij, nel 1970 rappresentato al Teatro dell'Opera di Roma. Molti suoi dipinti e acquerelli sono invece presenti in musei pubblici e collezioni private.
Tra gli anni cinquanta e sessanta del XX secolo frequentò la società internazionale che trascorreva le proprie vacanze sull'isola di Capri, isola già frequentata in passato dai genitori e dove avrebbe vissuto suo padre dopo essere stato rilasciato dagli Alleati che, all'indomani della fine della seconda guerra mondiale, lo avevano trattenuto agli arresti per qualche tempo a causa del suo servizio nel terzo Reich, un servizio peraltro simbolico e di semplice portaordini e messaggi tra Hitler e Mussolini.
Altra isola molto amata da Enrico d'Assia fu Ischia, dove tra gli altri frequentò il noto sarto d'alta moda Cristóbal Balenciaga. In particolare lo si ritrovava a Forio in quello che era allora il "cuore" culturale del posto: il Bar Internazionale di Maria Senese. Qui, oltre all'aristocratico pittore, era possibile incontrare gente come W. H. Auden, Alberto Moravia, Elsa Morante, Gilbert Kool direttore del «Teatro delle marionette» a Losanna, Luchino Visconti e tanti altri ancora. In questo paese, situato sulla collina ad esso prospiciente, Enrico d'Assia possedeva Villa Falconara, con una piena vista sul porto e sulla costa, dotata di un acro di terra e di un giardino con piscina.
Nel 1991 Enrico d'Assia decide di trasferire le sue memorie personali in un libro, "Il lampadario di cristallo", pubblicato per l'editore Longanesi e curato dalla giornalista Mariù Safier. Fu presentato con una grande festa anche alla Fiera del libro di Francoforte di quell'anno. In esso sfilano re e regine, principi e principesse, duchi e langravi d'Italia e Germania, mostrandoci per un attimo, per il breve spazio delle duecentocinquanta pagine, il loro volto privato, domestico, per lo più amabile e sorridente, come in genere non appare nei libri di storia. Ma vi sono passati in rassegna anche i luoghi, le belle case, le ridenti ville, le magnifiche villeggiature e i pomposi castelli tra i quali il principe ha diviso gli anni e i mesi della sua infanzia e giovinezza: tutto passato, perduto, scomparso perché oggi le case sono distrutte, le ville vendute, così come i castelli, in qualche caso trasformati in musei o alberghi come lo Schloss Hotel Kronberg, dove si è svolta la festa di presentazione del libro, ex residenza dei langravi d'Assia e ora immenso albergo severo, in piena campagna, non lontano da Francoforte. "I ricordi che ho raccolto in questo libro, sono un po' come le rifrazioni della luce in un lampadario di cristallo: raggi di vita, memorie a volte vivaci e precise, oppure fosca nebbia", così Enrico ebbe modo di descrivere in sintesi il contenuto del suo libro.
Nel 1994, durante l'amministrazione Rutelli, partecipò in Campidoglio insieme ai fratelli, per l'occasione giunti dalla Germania, alle celebrazioni per ricordare il sacrificio di sua madre Mafalda di Savoia. In quell'occasione dichiarò: "Siamo molto commossi da questo fatto, siamo molto grati a Rutelli. Finalmente è stato riconosciuto il sacrificio di mia madre, una vicenda della quale si è parlato sempre molto poco".
Enrico d'Assia, non si è mai sposato. Coloro che lo hanno conosciuto lo ricordano come un uomo di eccezionale valore umano e artistico.
Enrico d'Assia è morto nel 1999 presso lo Schloss Wolfsgarten un'ex residenza di caccia a Langen (in Assia), circa 15 km a sud di Francoforte sul Meno.

## Libri
- "Enrico d'Assia", Catalogo d'arte a cura di Luciano Arcangeli (Scritti di Giuliano Briganti, Gaspero Dal Corso, Alvar González-Palacios, Colette Rosselli) novembre 1990 - gennaio 1991 pp. 36, tavv.XIV
- Enrico d'Assia, "Il lampadario di cristallo" (volume di ricordi a cura di Mariù Safier), Longanesi, 1992
- Nel 2008 è stato pubblicato "Il principe-pittore di Casa Savoia. Ricordi e testimonianze di Enrico D'Assia", di Brigida Musella Pappalardo, Alfredo Guida Editore.

## Ascendenza
|                                    |                        |                                   | Genitori                            |  |  | Nonni |  |  | Bisnonni                          |  |  | Trisnonni                |  |
|                                    |                        |                                   |                                     |  |  |       |  |  | Federico Guglielmo d'Assia-Kassel |  |  | Guglielmo d'Assia-Kassel |  |
|                                    |                        |                                   |                                     |  |  |       |  |  | Federico Guglielmo d'Assia-Kassel |  |  | Guglielmo d'Assia-Kassel |  |
|                                    |                        | Luisa Carlotta di Danimarca       |                                     |  |  |       |  |  | Federico Guglielmo d'Assia-Kassel |  |  |                          |  |
| Federico Carlo d'Assia-Kassel      |                        |                                   |                                     |  |  |       |  |  | Federico Guglielmo d'Assia-Kassel |  |  |                          |  |
|                                    |                        | Anna di Prussia                   | Carlo di Prussia                    |  |  |       |  |  |                                   |  |  |                          |  |
|                                    |                        | Anna di Prussia                   | Carlo di Prussia                    |  |  |       |  |  |                                   |  |  |                          |  |
|                                    |                        | Anna di Prussia                   | Maria di Sassonia-Weimar-Eisenach   |  |  |       |  |  |                                   |  |  |                          |  |
| Filippo d'Assia                    |                        | Anna di Prussia                   |                                     |  |  |       |  |  |                                   |  |  |                          |  |
|                                    |                        | Federico III di Germania          | Guglielmo I di Germania             |  |  |       |  |  |                                   |  |  |                          |  |
|                                    |                        | Federico III di Germania          | Guglielmo I di Germania             |  |  |       |  |  |                                   |  |  |                          |  |
|                                    |                        | Federico III di Germania          | Augusta di Sassonia-Weimar-Eisenach |  |  |       |  |  |                                   |  |  |                          |  |
| Margherita di Prussia              |                        | Federico III di Germania          |                                     |  |  |       |  |  |                                   |  |  |                          |  |
|                                    |                        | Vittoria, principessa reale       | Alberto di Sassonia-Coburgo-Gotha   |  |  |       |  |  |                                   |  |  |                          |  |
|                                    |                        | Vittoria, principessa reale       | Alberto di Sassonia-Coburgo-Gotha   |  |  |       |  |  |                                   |  |  |                          |  |
|                                    |                        | Vittoria, principessa reale       | Vittoria del Regno Unito            |  |  |       |  |  |                                   |  |  |                          |  |
| Enrico d'Assia                     |                        | Vittoria, principessa reale       |                                     |  |  |       |  |  |                                   |  |  |                          |  |
|                                    | Umberto I, re d'Italia | Vittorio Emanuele II, re d'Italia |                                     |  |  |       |  |  |                                   |  |  |                          |  |
|                                    | Umberto I, re d'Italia | Vittorio Emanuele II, re d'Italia |                                     |  |  |       |  |  |                                   |  |  |                          |  |
|                                    | Umberto I, re d'Italia | Maria Adelaide d'Asburgo-Lorena   |                                     |  |  |       |  |  |                                   |  |  |                          |  |
| Vittorio Emanuele III, re d'Italia | Umberto I, re d'Italia |                                   |                                     |  |  |       |  |  |                                   |  |  |                          |  |
|                                    |                        | Margherita di Genova              | Ferdinando di Savoia-Genova         |  |  |       |  |  |                                   |  |  |                          |  |
|                                    |                        | Margherita di Genova              | Ferdinando di Savoia-Genova         |  |  |       |  |  |                                   |  |  |                          |  |
|                                    |                        | Margherita di Genova              | Elisabetta di Sassonia              |  |  |       |  |  |                                   |  |  |                          |  |
| Mafalda di Savoia                  |                        | Margherita di Genova              |                                     |  |  |       |  |  |                                   |  |  |                          |  |
|                                    |                        | Nicola I del Montenegro           | Mirko del Montenegro                |  |  |       |  |  |                                   |  |  |                          |  |
|                                    |                        | Nicola I del Montenegro           | Mirko del Montenegro                |  |  |       |  |  |                                   |  |  |                          |  |
|                                    |                        | Nicola I del Montenegro           | Anastasia Martinovic                |  |  |       |  |  |                                   |  |  |                          |  |
| Elena del Montenegro               |                        | Nicola I del Montenegro           |                                     |  |  |       |  |  |                                   |  |  |                          |  |
|                                    |                        | Milena del Montenegro             | Pietro Vukotic                      |  |  |       |  |  |                                   |  |  |                          |  |
|                                    |                        | Milena del Montenegro             | Pietro Vukotic                      |  |  |       |  |  |                                   |  |  |                          |  |
|                                    |                        | Milena del Montenegro             | Elena Vervodić                      |  |  |       |  |  |                                   |  |  |                          |  |
|                                    |                        | Milena del Montenegro             |                                     |  |  |       |  |  |                                   |  |  |                          |  |